# Ayzieu
Ayzieu é uma comuna francesa na região administrativa de Occitânia, no departamento de Gers. Estende-se por uma área de 13,84 km². Em 2010 a comuna tinha 161 habitantes (densidade: 11,6 hab./km²).